# Volkswagen Jetta (2018)
La Volkswagen Jetta A7 o Jetta VII è un'autovettura prodotta dalla casa automobilistica tedesca Volkswagen dal 2018.
Si tratta della settima generazione della omonima berlina a due volumi.

## Profilo e descrizione
La settima generazione della Volkswagen Jetta ha debuttato al North American International Auto Show 2018 a Detroit il 14 gennaio 2018, dopo che la Volkswagen aveva già pubblicato alcuni disegni della vettura nel dicembre 2017. La Jetta è totalmente inedita ed è basata sulla piattaforma MQB della Volkswagen, che è alla base di altri veicoli, come la Volkswagen Golf VIII e Volkswagen Atlas.
La Jetta A7 è più grande della precedente serie, offre più spazio interno e dispone dell'ultima generazione del sistemi di infotainment Volkswagen che include Apple CarPlay e Android Auto. I fari a LED anteriori e posteriori sono di serie ed è disponibile anche un tetto apribile panoramico.
All'esordio è presente solo il quattro cilindri in linea TSI turbo da 1,4 litri da 147 CV (110 kW), disponibile in due livelli di allestimento S e R-Line.
Come per le precedenti generazioni, la produzione della Jetta continua nello stabilimento di Puebla in Messico. La settima generazione non viene più venduta nel mercato europeo.

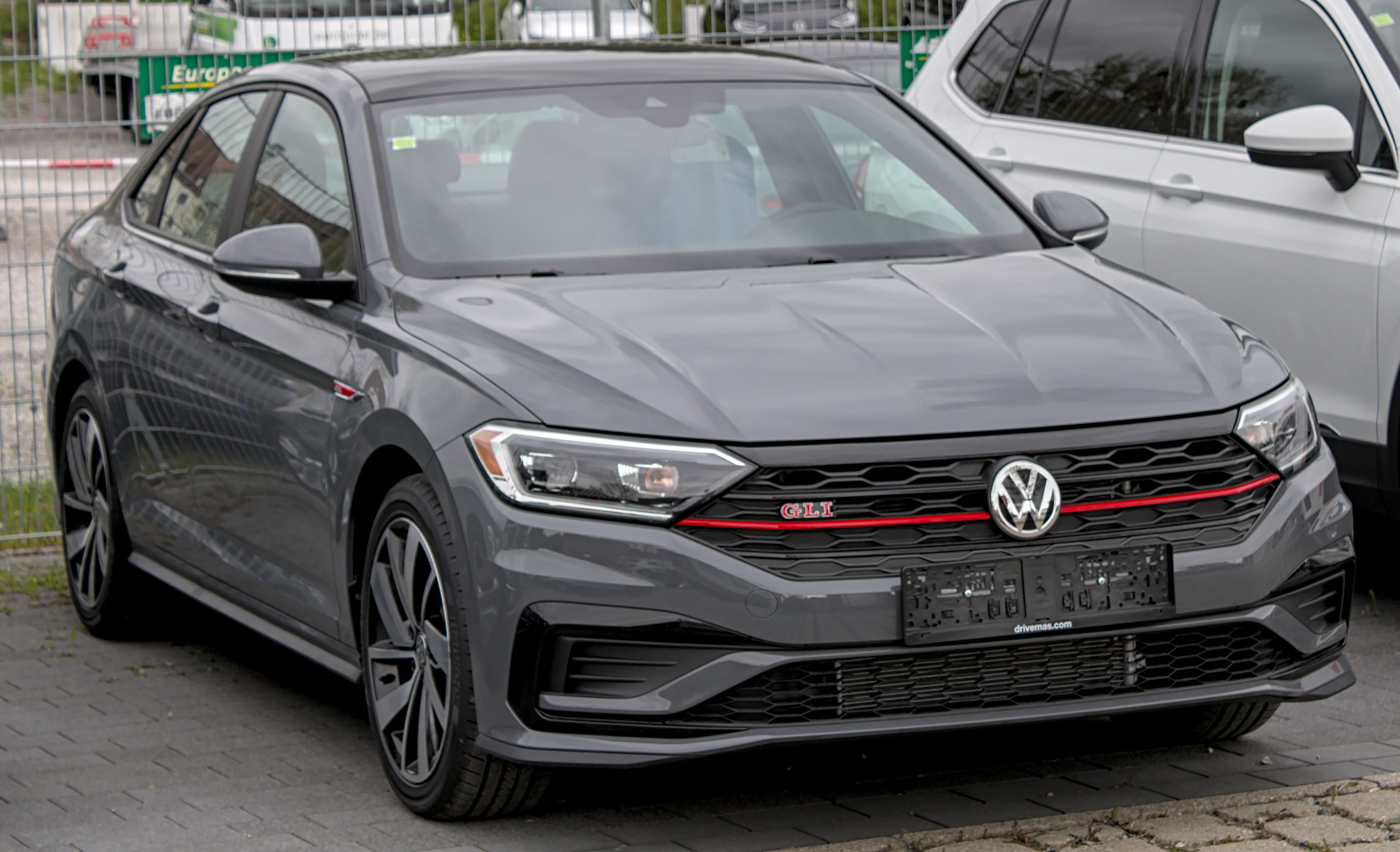
Jetta GLI

### Jetta GLI
La Jetta GLI è stata presentata al Chicago Auto Show il 7 febbraio 2019. La GLI monta il motore a benzina EA888 da 228 CV (170 kW), lo stesso della Volkswagen Golf GTI del 2019. Di serie è disponibile un cambio manuale a 6 marce, con in opzione un cambio automatico a doppia frizione a 7 marce. Oltre agli aggiornamenti al gruppo cambio-trasmissione, sono presenti una sospensione posteriore multi-link e un differenziale a slittamento limitato a controllo elettronico VAQ. La GLI presenta alcune differenze estetiche rispetto alla Jetta standard, quali i cerchi in lega da 18 pollici, un piccolo spoiler posteriore, paraurti diversi e una griglia nera con una striscia rossa. I fari a LED con luci diurne sono di serie.
Insieme alla Jetta standard, anche la GLI ha ricevuto un restyling nel 2022, con paraurti anteriore e posteriore rivisti.

### Restyling 2021

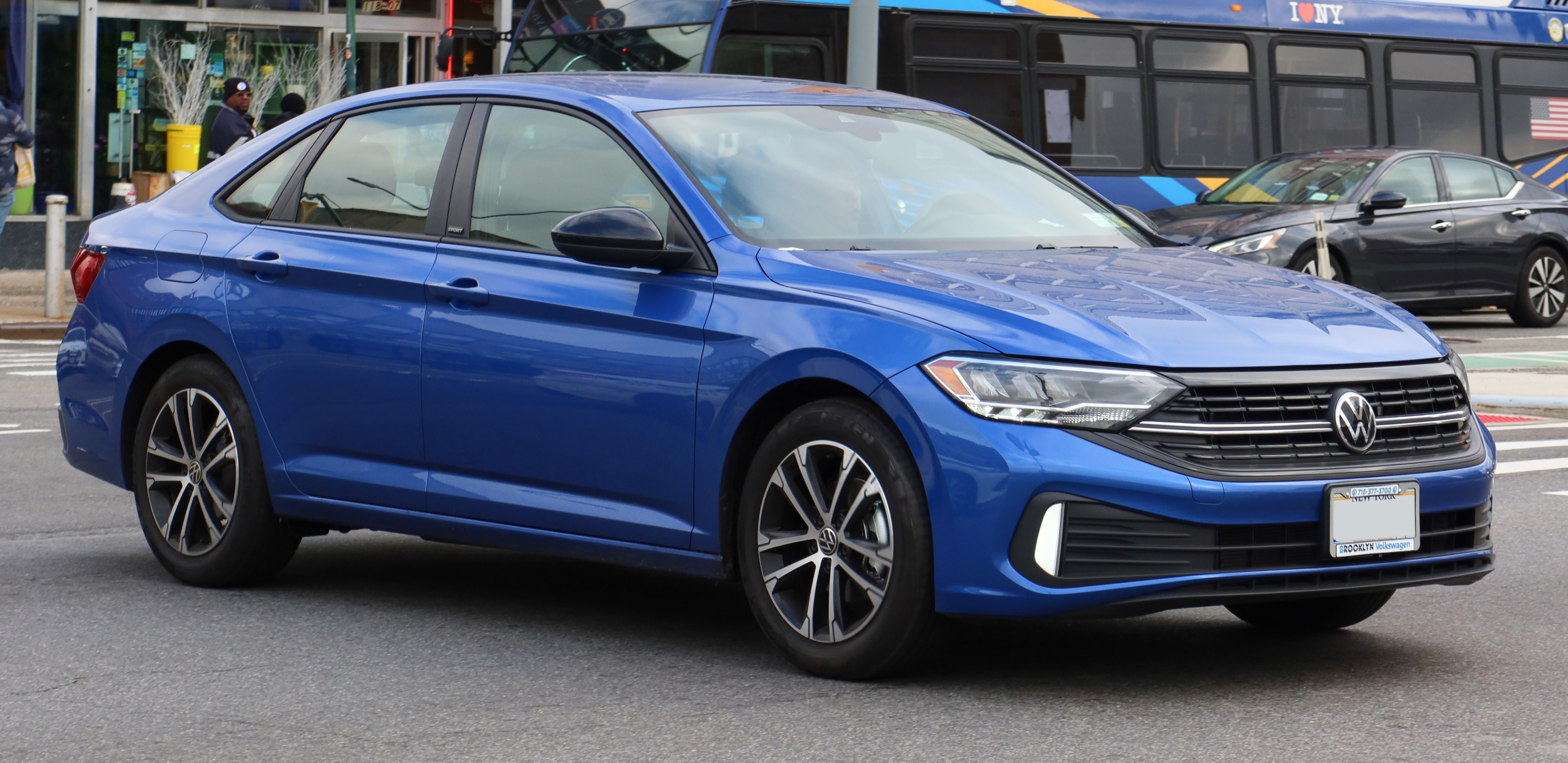
Jetta Restyling

La Volkswagen Jetta rinnovata è stata presentata a Chicago nell'agosto 2021. Oltre ad un design aggiornato, è presente un nuovo motore, il quattro cilindri turbo da 1,5 litri che sostituisce il 1.4 TSI.
Tutti gli allestimenti ricevono un equipaggiamento standard migliore e l'allestimento Sport sostituisce il precedente R Line, mentre l'allestimento SEL Premium viene tolto dai listino.